# Instituto de Segurança e Serviços Sociais dos Trabalhadores do Estado

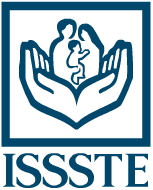
Logo

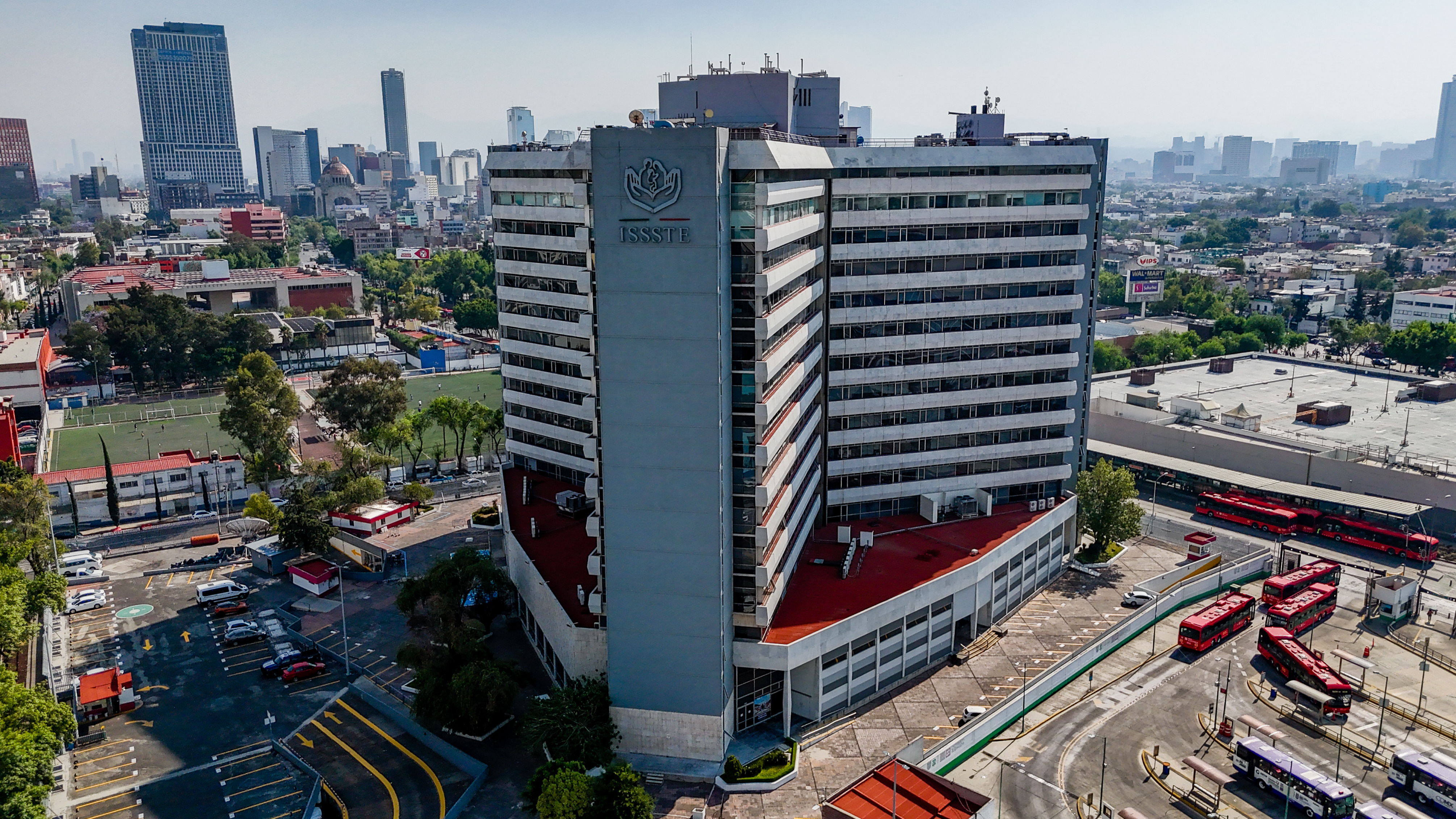
Sede do instituto em Buenavista, Cidade do México.

O Instituto de Segurança e Serviços Sociais dos Trabalhadores do Estado (em espanhol: Instituto de Seguridad y Servicios Sociales de los Trabajadores del Estado), também conhecido pela sigla ISSSTE, é uma instituição governamental mexicana dedicada à prestação de segurança social a todos os funcionários do governo federal mexicano e das entidades e agências federais que possuam convênio com o Instituto. Foi fundado em 1959 pelo presidente Adolfo López Mateos.